# Noir Désir
Noir Désir foi uma banda de rock francesa. Fundado em 1985, o grupo lançou 12 álbuns num intervalo de 20 anos. Foi um dos grupos de rock mais populares na França nos últimos anos.
O grupo atraiu primeiro as atenções do público com o single Aux Sombres héros de l'amer, presente em seu segundo disco, que se tornou um sucesso nas rádios francesas. Este segundo álbum, Veuillez rendre l'âme (à qui elle appartient), foi lançado pela Barclay, controlada pela gravadora multinacional Universal, em 1989. Desde então sua produção musical é publicada sob o mesmo selo.
Em 2004 o vocalista e compositor Bertrand Cantat foi condenado a 8 anos de prisão num tribunal em Vilnius por homicídio culposo. Um ano antes, ele havia espancado sua namorada, a atriz Marie Trintignant, que após ter sido internada, faleceu. Em 2008, o grupo publicou duas cantigas no seu site, primeira actividade desde a saída de prisão do cantor.

## Integrantes
- Bertrand Cantat - compositor e vocalista
- Serge Teyssot-Gay - guitarrista
- Denis Barthe - baterista
- Frédéric Vidalenc - baixista (até 1996)
- Jean-Paul Roy - baixista (desde 1996)

## Discografia
- Où veux tu qu'je r'garde? (1987)
- Veuillez rendre l'âme (à qui elle appartient) (1989)
- Du ciment sous les plaines (1991)
- Tostaky (1993)
- Dies Irae (live) (1994)
- 666667 Club (1996)
- One Trip / One Noise (1998 - remixes)
- En route pour la joie (2000 - compilação)
- des Visages des Figures (2001)
- Nous n'avons fait que fuir (2004)
- Noir Désir en public (2005)
- Noir Désir en images (DVD) (2005)